# توماس بارونی
توماس بارونی (انگلیسی: Tomás Baroni؛ زادهٔ ۲۵ مهٔ ۱۹۹۵) بازیکن فوتبال اهل آرژانتین است.